# كريبتونايت
الكريبتونايت هو مادة خيالية تظهر بشكل أساسي في قصص سوبرمان المنشورة من قبل دي سي كوميكس. وهي مادة بلورية خضراء تنشأ من كوكب كريبتون، العالم الذي أتى منه سوبرمان. يبعث الكريبتونايت إشعاعًا سامًا فريدًا يمكن أن يضعف بل ويقتل الكريبتونيين. يمكن أن ينتقل إشعاع الكريبتونايت عبر أي عنصر باستثناء الرصاص. هناك أنواع أخرى من الكريبتونايت، مثل الكريبتونايت الأحمر والذهبي، والتي لها تأثيرات مختلفة ولكنها غالبًا ما تكون سلبية.

شكل مادة الكريبتونايت في حالته الكريستالية

غالبًا ما يتم تقديم شخصيات أخرى على أنها تستخدم الكريبتونايت ضد سوبرمان، حيث يقوم مثلا ليكس لوثر بإدماجه في بعض الأسلحة، كما يعتمد ميتالو على طاقته، كما أن تيتانو يتمكن من إطلاق أشعة الكريبتونايت من عينيه بعد تعرضه لتغيير بسبب التعرض المتزامن للكريبتونايت واليورانيوم. كما يحمل باتمان هذه المادة كوسيلة أخيرة لإيقاف حليفه (غالبًا بناءً على طلب سوبرمان لاتخاذ مثل هذه الاحتياطات) في حال تعرضه لتحكم عقلي أو أي خطر آخر. وبسبب شعبية سوبرمان، أصبح الكريبتونايت يُستخدم كمرادف للضعف الاستثنائي القابل للاستغلال، والذي يُقارن بـ"كعب أخيل".
تضمنت قصة غير منشورة من عام 1940 بعنوان "المعدن-ك من كريبتون"، كتبها مبتكر شخصية سوبرمان جيري سيغل، نموذجًا أوليًا للكريبتونايت حيث كان المعدن مستخرجًا من كوكب كريبتون، وكان يُضعف سوبرمان من قوته ويمنحه قوى خارقة للبشر.
تم تقديم معدن الكريبتونايت، الذي لا ينبغي الخلط بينه وبين العنصر الحقيقي كريبتون، رسميًا لأول مرة في المسلسل الإذاعي مغامرات سوبرمان، في القصة "النيزك من كريبتون"، والتي بُثت في يونيو 1943. في المسلسل الإذاعي، يقع كريبتون في نفس النظام الشمسي للأرض، وفي نفس المدار ولكن على الجانب المقابل من الشمس. وقد قدم ذلك تفسيرًا بسيطًا لكيفية وصول الكريبتونايت إلى الأرض. في عصر الفضة للقصص المصورة، الذي وضع كريبتون في نظام شمسي بعيد، كان الكثير من الكريبتونايت الذي وصل إلى الأرض قد تم نقله عبر نفس "الثقب الفضائي" الذي عبره صاروخ الطفل كال-إل (الاسم الحقيقي لسوبرمان).
تم إدخال الكريبتونايت إلى أسطورة القصص المصورة في إصدار سوبرمان رقم 61 (نوفمبر 1949). وصرحت المحررة دوروثي وولفولك في مقابلة مع صحيفة فلوريدا توداي في أغسطس 1993 بأنها شعرت أن مناعة سوبرمان كانت "مملة".